# パウル・ヴォルフ (写真家)
パウル・ヴォルフ（ドイツ語: Paul wolff, 1887年2月19日 - 1951年4月10日）はドイツの写真家。

## 人物・来歴
1887年2月19日、ドイツ帝国・ミュールハウゼン（現在のフランス・ミュルーズ）に生まれる。14歳の頃に写真に興味を持ち、好きな博物学について小文を書いて写真を添えて雑誌に投稿し賞金20マルクを得た。後に医科大学に入り遺伝学を専攻し卒業後医師免許を取得した。第一次世界大戦に従軍。敗戦後のインフレーションにより財産を失い、医師を開業できず映画の焼き付け工場の労働者となった。ここで写真の勉強をしたのが転機となり、職業写真家に進んだ。
当初大型カメラにより出版関係の仕事をしていたが、フランクフルト・アム・マインで開催された写真展に入賞して賞品としてライカカメラを貰い、小型カメラによる写真の可能性に気づき、ライカでの撮影に打ち込むようになった。
最大の問題は、粗粒子だった当時のフィルム事情では、小型の原版から良質の大型プリントを作成するのが困難であることだった。ある日赤色ランプの照明下で撮影済みのフィルムをフィマン現像機にて普通のMQ現像液を使って現像中、撮影時の露出が過度だったため画像の出現が早く、手早く停止定着処理をした結果軟調なネガになってしまった。これを正常にプリントするためにごく硬調の用紙でプリントせざるを得なかったのだが、この結果が非常に微粒子になった。このような偶然により小型カメラで撮影した原版から大きく引き伸ばす方法が発見された。
その後ライカカメラにより撮影し全紙に伸ばしたプリントを携えてライカカメラのメーカーだったエルンスト・ライツ（現ライカ）を訪れ、ライカカメラによる全紙プリントの展覧会を世界各国で開くことになり、これが1934年の著書『ライカによる私の経験』と相まってライカに対する一般の印象・認識の大幅な改善に繋がった。この功績を記念して1936年製造番号200,000のライカIIIaがエルンスト・ライツより贈呈された。この展覧会は日本でも1937年から1938年にかけて開かれている。
第二次世界大戦に伴う爆撃で原版の多くを失い、戦災の中で病気になりつつも『Fairly Tale Colour』の仕事を始めたが、1951年4月10日にフランクフルト・アム・マインで死去した。

## 著書
- 『ライカによる私の経験』（Mine Erfahrungen mit der Leica ）[1]
- 『スキーの友トニー』（Skikamerad Toni ）[1]
- 『高山におけるライカの経験』（Hochgebirgserfahrungen mit der Leica ）[1]
- 『海と浜辺に照る太陽』（Sonne über Sea und Strand ）[1]
- 『北海の休暇旅行とライカ』（Ferienfahrten mit der Leica an der Nordsee ）[1]
- 『ベルリン・オリンピックを見る』（Was ich bei den Olympischen Spielen 1936 sah ）[1]